# Distributed thinking
Il distributed thinking (trad. pensiero distribuito) è simile al calcolo distribuito ma in questo caso a compiere i lavori del progetto non sono i computer, bensì i loro utilizzatori umani.
Questo approccio viene usato nei progetti nel quale un certo tipo di lavoro risulta impossibile o molto difficile da portare a termine con l'utilizzo di computer, ma è facile da eseguire per un essere umano.

## Esempi di lavori da eseguire con il distributed thinking
- Riconoscimento di pattern
- Correzioni delle bozze
- Alcuni tipi di controllo errori

## Esempi di progetti che sfruttano il distributed thinking
- Stardust@home
- Zooniverse
- Galaxyzoo
- Distributed Proofreaders
- Herbaria@home